# Josef Mayer-Scheu
Josef Mayer-Scheu (* 12. April 1936 in Mainz; † 2013 in Mölln) war ein deutscher römisch-katholischer Theologe, Pfarrer, Klinikseelsorger und Pastoralpsychologe.

## Leben
Josef Mayer-Scheu leitete das 1979 gegründete Institut für Klinische Seelsorgeausbildung des Erzbistums Freiburg in Heidelberg.
Hier wurde dieses aus den USA stammende erfahrungsbezogene Lernmodell, das auf Anton Theophilus Boisen (1876–1965) zurückgeht, im Bereich der deutschen katholischen Kirche erstmals institutionell verankert und nutzbar gemacht, ähnlich wie dies in der evangelischen Kirche u. a. durch Dietrich Stollberg und Hans Christoph Pieper geschehen ist.
In der KSA wird Seelsorge und Kommunikation in Praxis und Theorie gelernt und eingeübt.
In der Zeit der Leitung durch Mayer-Scheu waren der Bezug zur Klinikgemeinde Heidelberg und die Integration der Methode der Themenzentrierten Interaktion nach Ruth C. Cohn wesentliche Schwerpunkte der Arbeit des Instituts.
Er war auch als Lehrbeauftragter für themenzentrierte Interaktion bei WILL Europa (später WILL International, jetzt Ruth-Cohn-Institut) international tätig.
Josef Mayer-Scheu starb Ende 2013.

## Mitarbeit in Fachverbänden
- Ruth-Cohn-Institut
- Deutsche Gesellschaft für Pastoralpsychologie (DGfP)

## Schriften (Auswahl)

### Veröffentlichungen in Buchform
- Josef Mayer-Scheu, Artur Reiner: Heilszeichen für Kranke – Krankensalbung heute. Kevelaer 1972, ISBN 3-7666-8571-6.
- Josef Mayer-Scheu: Seelsorge im Krankenhaus. Entwurf für eine neue Praxis. Mainz 1974, ISBN 3-7867-0629-8.
- Josef Mayer-Scheu, Artur Reiner: Heilszeichen für Kranke. Krankensalbung heute. Kevelaer 1972, 2., verbesserte und erweiterte Aufl. unter Berücksichtigung der Neuordnung der Krankensalbung. Kevelaer 1975, ISBN 3-7666-8571-6.
- Josef Mayer-Scheu (Hrsg.), Rudolf Kautzky (Hrsg.): Vom Behandeln zum Heilen. Die vergessene Dimension im Krankenhaus. 2., unveränd. Aufl. Wien/Freiburg im Breisgau/Basel/Göttingen 1980, ISBN 3-210-24594-0. (= Sehen, verstehen, helfen, Band 4)
- Josef Mayer-Scheu: Seelsorge und Therapie mit psychisch Kranken. 1982.
- Josef Mayer-Scheu: Das seelsorgliche Gespräch. 1982.
- Josef Mayer-Scheu: Krankenhausseelsorge im Wandel. Anfragen an Seelsorge und Medizin in kirchlichen Krankenhäusern. überarb. Fassung von mehreren Referaten, die anlässlich der Jahrestagung der Arbeitsgemeinschaft Kath. Krankenhäuser von Rheinland-Pfalz u. Saarland am 23. April 1986 in Lebach/Saar gehalten wurden, Kevelaer 1986, ISBN 3-7666-9497-9.
- Josef Mayer-Scheu, Rudolf Kautzky (Prevod: Metka Klevišar): Od zdravljenja ka ozdravljenju : pozabljena razsežnost v bolnišnici. Župnijski Urad Ljubljana-Dravlje. 1995, ISBN 961-6123-03-3. (Vom Behandeln zum Heilen, slowen.)

### Beiträge in Sammelwerken
- Josef Mayer-Scheu: Der Beitrag der Seelsorge in der Existenzkrise des Menschen. Seelsorge auf Intensivpflegestationen. In: Volker Eid (Hrsg.), Rudolf Frey (Hrsg.): Sterbehilfe oder wie weit reicht die ärztliche Behandlungspflicht? Mainz 1978, ISBN 3-7867-0667-0, S. 61–84.
- Josef Mayer-Scheu: Der mitmenschliche Auftrag der Sterbehilfe. In: Volker Eid (Hrsg.): Euthanasie oder soll man auf Verlangen töten? 2., erw. Aufl. Josef Mayer-Scheu, Mainz 1985, ISBN 3-7867-1157-7, S. 95–107. (= Moraltheologie interdisziplinär)
- Helga Aschaffenburg, Elisabeth von Godin, Josef Mayer-Scheu, Eleonore Olszowi, Hartmut Raguse, Helmut Reiser, Klaus Schütz, Annedore Schultze, Dietrich Stollberg, Jan Tillmann: Gruppenarbeit: themenzentriert. Entwicklungsgeschichte, Kritik und Methodenreflexion. 2. Auflage. Mainz 1993, ISBN 3-7867-1292-1. (= Aspekte Themenzentrierter Interaktion, Band)
- Josef Mayer-Scheu: Seelsorgerliche Begleitung von Sterbenden und ihren Angehörigen im Krankenhaus. In: Rolf Winau (Hrsg.), Hans Peter Rosemeier (Hrsg.): Tod und Sterben. Berlin/New York 1984, S. 338–349.

### Artikel (in Auswahl)
- Josef Mayer-Scheu: Gruppenarbeit mit der Themenzentrierten Interaktion (TZI) im kirchlichen Bereich. In: Erwachsenenbildung. Jahrgang 23, 1977, S. 130–138.